# Christoph von Fürer-Haimendorf

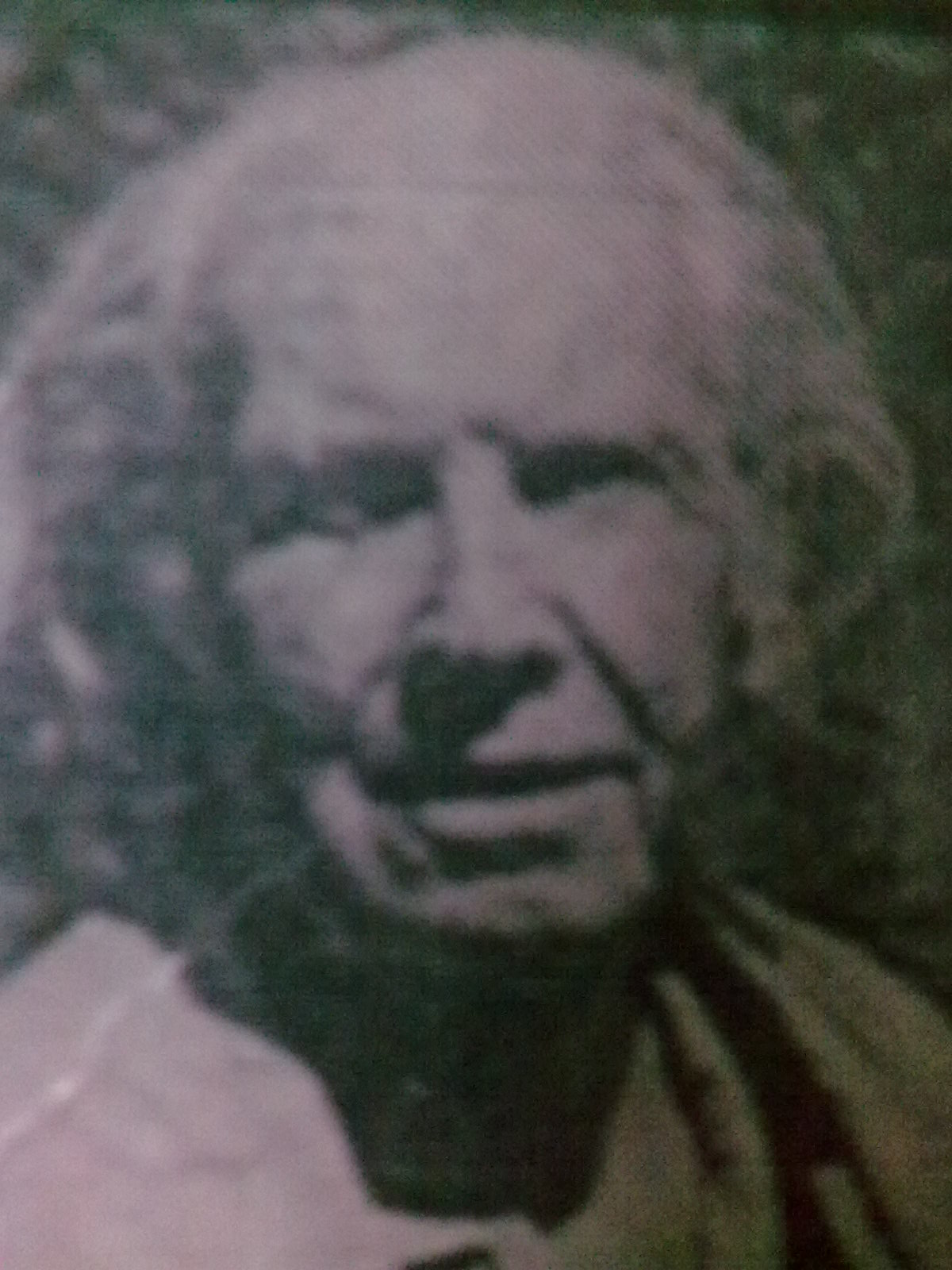
Christoph von Fürer-Haimendorf

Christoph von Fürer-Haimendorf (* 22. Juni 1909 in Wien, Österreich-Ungarn; † 11. Juni 1995) war ein österreichischer Ethnologe, er gilt als Doyen der Ethnologie der Himalaya-Völker. Er war der erste europäische Ethnologe, der in Nepal forschen durfte. Seit dem Adelsaufhebungsgesetz in der Republik Österreich 1919 lautete sein Familienname Fürer-Haimendorf.

## Werdegang
Christoph Fürer von Haimendorf, der einer alten Nürnberger Patrizierfamilie entstammte, studierte ab 1927 Ethnologie an der Universität Wien und wurde dort insbesondere von der Kulturkreislehre geprägt. Zu seinen akademischen Lehrern gehörten Leo Frobenius und Robert von Heine-Geldern. Heine-Gelderns Arbeiten inspirierten Haimendorf zu seiner Dissertation über Staat und Gesellschaft bei den Völkern Assams und des nordwestlichen Birmas. 1931 wurde er zum Dr. phil promoviert. Bis 1934 war er anschließend wissenschaftlicher Assistent an der Universität Wien. Mit einem Stipendium der Rockefeller Foundation studierte er danach für ein Jahr an der London School of Economics, wo Bronisław Malinowski lehrte. 1936 betrieb er erste Feldforschungen bei den Nagas in Indien.
Nach seiner Habilitation (1939) an der Universität Wien unternahm der inzwischen verheiratete Fürer-Haimendorf gemeinsam mit seiner Ehefrau Elisabeth seine zweite Forschungsreise nach Indien. Nach Ausbruch des Zweiten Weltkrieges wurde er dort von der britischen Kolonialmacht als Enemy Alien inhaftiert, durfte seine Forschungen aber bald weiterführen. 1944 diente er der Kolonialregierung als Berater, 1945 wurde er Professor an der Universität Haiderabad. 1950 wechselte Fürer-Haimendorf als Professor an die School of Oriental and American Studies der Universität London, dort wirkte er bis zu seiner Pensionierung 1976.
Nachdem Nepal 1953 für Feldforschungen geöffnet worden war, konzentrierte sich Haimendorf für den Rest seines Forscherlebens auf die Beobachtung von Lebensweise, Gesellschaftsordnung und Ökonomie der Sherpas. Weil er das über Jahrzehnte tat, konnte er die Auswirkungen des Tourismus auf das nepalesische Volk analysieren.
Die Haltung Fürer-Haimendorfs zu Nationalsozialismus, Rassismus und Kolonialismus ist in der Wissenschafts-Geschichtsschreibung der Ethnologie umstritten. Österreichische Ethnologen bewerten die Vergangenheit des Forschers kritischer als ihre angloamerikanischen Kollegen.

## Werke (Auswahl)
- Die nackten Nagas. 13 Monate unter Kopfjägern Indiens. F. A. Brockhaus, Leipzig 1939
- Glückliche Barbaren. Bei unbekannten Völkern an der Nordostgrenze Indiens. F. A. Brockhaus, Wiesbaden 1956
- The Sherpas of Nepal. Buddhist highlanders. Murray, London 1964
- Morals and merit. A study of values and social controls in South Asian Societies.  University of Chicago Press, Chicago; Weidenfeld and Nicolson, London 1967
- Return to the naked Nagas: An anthropologist's view of Nagaland 1936–1970. Vikas Publishing House, Neu-Delhi 1976